# إيزابيلا مونير
إيزابيلا مونير (بالإنجليزية: Isabela Moner)‏ (مواليد 10 يوليو 2001)، هي ممثلة ومغنية أمريكية. اشتهرت من خلال بطولتها في المسلسل التلفزيوني (بالإنجليزية: 100 Things to Do Before High School)‏ على قناة نيكلوديون، ودورها في فيلم الأكشن المتحولون: آخر فارس عام 2017.

## الحياة الشخصية
ولدت إيزابيلا في كليفلاند، أوهايو. ابنة كاثرين المولودة في ليما وباتريك مونير المولود في لويزيانا. صرحت مونير أنها ترى نفسها من شعب البيرو أكثر من أن تكون أمريكية. تم قبولها في الجامعة في سنة 15.

## الأعمال

### أفلام
| السنة | العنوان                            | الدور                  |
| ----- | ---------------------------------- | ---------------------- |
| 2015  | انشقاق آدم                         | لوري كولينز            |
| 2016  | ميدل سكول: ذا ورست يرز او ماي لايف | جين غاليتا             |
| 2017  | المتحولون: آخر فارس                | إيزابيلا               |
| 2017  | عملية الجوز 2: مجنون بالفطرة       | هيذر (صوت)             |
| 2018  | سكاريو: يوم الجندي                 | إيزابيل رييس           |
| 2018  | أسرة فورية                         | ليزي                   |
| 2019  | دورا ومدينة الذهب المفقودة         | دورا                   |
| 2021  | فتاة لطيفة                         | راشيل كوبر             |
| 2022  | والد العروس                        | كورا هيريرا            |
| 2022  | روزلين                             | جولييت                 |
| 2023  | هجرة                               | كيم (صوت)              |
| 2024  | مدام ويب                           | أنيا كورازون           |
| 2024  | فضائي: رومولوس                     | كاي                    |
| 2025  | سوبرمان                            | كندرا سوندرز / هوكغيرل |

### مسلسلات
| السنة     | العنوان        | الدور              |
| --------- | -------------- | ------------------ |
| 2014–2017 | دورا والأصدقاء | كيت (صوت)          |
| 2021      | مايا والثلاثة  | ملكة الأرامل (صوت) |
| 2025      | ذا لاست أوف أس | دينا               |

## روابط خارجية
- إيزابيلا مونير على موقع IMDb (الإنجليزية)
- إيزابيلا مونير على موقع ميتاكريتيك (الإنجليزية)
- إيزابيلا مونير على موقع روتن توميتوز (الإنجليزية)
- إيزابيلا مونير على موقع قاعدة بيانات الأفلام العربية
- إيزابيلا مونير على موقع ألو سيني (الفرنسية)
- إيزابيلا مونير على موقع ميوزك برينز (الإنجليزية)
- إيزابيلا مونير على موقع تيرنر كلاسيك موفيز (الإنجليزية)
- إيزابيلا مونير على موقع أول موفي (الإنجليزية)
- إيزابيلا مونير على موقع قاعدة بيانات برودواي على الإنترنت (الإنجليزية)
- إيزابيلا مونير على موقع قاعدة بيانات الأفلام السويدية (السويدية)